# Nouvelle-Zélande aux Jeux olympiques d'hiver de 1988
La Nouvelle-Zélande participe aux Jeux olympiques d'hiver de 1988, qui ont lieu à Calgary au Canada. Ce pays, représenté par neuf athlètes, prend part aux Jeux d'hiver pour la huitième fois de son histoire. Il ne remporte pas de médaille.

## Résultats

### Bobsleigh
| Bob   | Athlètes                                          | Épreuve             | Manche 1      | Manche 1 | Manche 2      | Manche 2 | Manche 3      | Manche 3 | Manche 4      | Manche 4 | Total         | Total |
| Bob   | Athlètes                                          | Épreuve             | Temps         | Rang     | Temps         | Rang     | Temps         | Rang     | Temps         | Rang     | Temps         | Rang  |
| ----- | ------------------------------------------------- | ------------------- | ------------- | -------- | ------------- | -------- | ------------- | -------- | ------------- | -------- | ------------- | ----- |
| NZL-1 | Lex Peterson Peter Henry                          | Bob à deux hommes   | 58 s 65       | 20       | 1 min 00 s 87 | 29       | 1 min 01 s 25 | 22       | 1 min 00 s 27 | 21       | 4 min 01 s 04 | 20    |
| NZL-2 | Owen Pinnell Blair Telford                        | Bob à deux hommes   | 1 min 00 s 37 | 35       | 1 min 00 s 95 | 32       | 1 min 01 s 62 | 26       | 1 min 01 s 22 | 29       | 4 min 04 s 16 | 31    |
| NZL-1 | Lex Peterson Blair Telford Rhys Dacre Peter Henry | Bob à quatre hommes | 57 s 98       | 23       | 58 s 42       | 18       | 57 s 30       | 17       | 58 s 67       | 21       | 3 min 52 s 37 | 21    |

### Ski de fond
| Épreuve      | Athlète        | Course            | Course |
| Épreuve      | Athlète        | Temps             | Rang   |
| ------------ | -------------- | ----------------- | ------ |
| 20 km femmes | Madonna Harris | 1 h 03 min 09 s 6 | 40     |

### Ski alpin

#### Hommes
| Athlète              | Épreuve      | Manche 1        | Manche 2        | Total           | Total           |
| Athlète              | Épreuve      | Temps           | Temps           | Temps           | Rang            |
| -------------------- | ------------ | --------------- | --------------- | --------------- | --------------- |
| Simon Lyle Wi Rutene | Super-G      |                 |                 | N'a pas terminé | N'a pas terminé |
| Mattias Hubrich      | Super-G      |                 |                 | 1 min 45 s 46   | 24              |
| Simon Lyle Wi Rutene | Slalom géant | N'a pas terminé | N'a pas terminé | N'a pas terminé | N'a pas terminé |
| Mattias Hubrich      | Slalom géant | 1 min 12 s 25   | N'a pas terminé | N'a pas terminé | N'a pas terminé |
| Mattias Hubrich      | Slalom       | 58 s 16         | 54 s 08         | 1 min 52 s 24   | 22              |
| Simon Lyle Wi Rutene | Slalom       | 55 s 80         | 51 s 58         | 1 min 47 s 38   | 17              |

#### Combiné homme
| Athlète              | Descente        | Slalom          | Slalom          | Total           | Total           |
| Athlète              | Temps           | Temps 1         | Temps 2         | Points          | Rang            |
| -------------------- | --------------- | --------------- | --------------- | --------------- | --------------- |
| Simon Lyle Wi Rutene | N'a pas terminé | N'a pas terminé | N'a pas terminé | N'a pas terminé | N'a pas terminé |

#### Femme
| Athlète      | Épreuve      | Manche 1      | Manche 2        | Total           | Total           |
| Athlète      | Épreuve      | Temps         | Temps           | Temps           | Rang            |
| ------------ | ------------ | ------------- | --------------- | --------------- | --------------- |
| Kate Rattray | Super-G      |               |                 | 1 min 23 s 48   | 28              |
| Kate Rattray | Slalmo géant | 1 min 04 s 10 | N'a pas terminé | N'a pas terminé | N'a pas terminé |
| Kate Rattray | Slalom       | 56 s 79       | 56 s 15         | 1 min 52 s 94   | 21              |